# Tipula terebrata
Tipula terebrata är en tvåvingeart som beskrevs av Edwards 1921. Tipula terebrata ingår i släktet Tipula och familjen storharkrankar.
Artens utbredningsområde är Taiwan. Inga underarter finns listade i Catalogue of Life.